# سكوت أرنولد (لاعب إسكواش)
سكوت أرنولد (بالإنجليزية: Scott Arnold)‏ هو لاعب إسكواش أسترالي، ولد في 8 فبراير 1986 في سيدني في أستراليا.

## وصلات خارجية
- سكوت أرنولد على موقع SquashInfo.com (الإنجليزية)